# Monoiodotyrosine
La monoiodotyrosine (MIT) est un acide α-aminé iodé non protéinogène précurseur, chez l'homme, des hormones thyroïdiennes T3 (triiodothyronine) et T4 (thyroxine). Elle est biosynthétisée dans les thyrocytes de la thyroïde par la thyroperoxydase à partir de la L-tyrosine, un acide aminé protéinogène, et d'iode, un halogène, par fixation de ce dernier en position méta sur des résidus tyrosine de la thyroglobuline, qui en compte environ 120.
La fixation d'un second atome d'iode sur l'autre position méta du cycle benzénique conduit à la formation de diiodotyrosine (DIT).